# 代替血液
代替血液（だいたいけつえき）または代用血液（だいようけつえき）は、外科手術や外傷で輸血の際に血液の代用として用いる、人工的血液製剤の総称である。失血による血圧低下や出血性ショックに対応するため、循環血漿量を維持することを目的とした代用血漿（血漿増量剤）は実用化されているが、これは失血容量を代替するもので、赤血球の酸素運搬能力や血小板の止血と凝固能力など血液機能は代替できない。献血の不足や血液感染症の問題から、これらの機能を代替する製剤の実用化が期待されている。

## 概要
酸素と親和性の高い物質を血中に投与することで赤血球の代替にできないかという研究は第二次世界大戦を境に活発になった。感染症のリスクをほぼ無くすことができる他、輸血用血液の最大の問題である保存期限をクリアできるようになるからである。現在のところ、安全性や有用性の面で実用的なものは完成していない。アプローチとしては、「白い血液」として知られたパーフルオロケミカルの乳剤のような非生物材料を用いる、旧ミドリ十字製フルオゾール (Fluosol) などと、ヘモグロビンを加工するものに分けられ、現在のところ後者の方が実現性が高いとみられている。
代替血液はアルブミン、ES細胞、使用期限切れ血液製剤などから作られ、被輸血者の血液型に関わらず使用可能である。血液製剤由来製品は、血液製剤中のヘモグロビンを特殊なナノサイズカプセルに封入したもので、使用可能期間が6か月と長い。
2019年に防衛医大他のグループが人工血液を開発し、ウサギを用いた動物実験に成功したと輸血学誌上で発表した。常温で1年以上の保存が可能で、血液型を問わずに使用できる。
2024年7月、奈良県立医科大学附属病院が人工赤血球製剤の臨床試験を開始すると発表した。血液型を問わず使用でき、保存期間は、従来の血液では冷蔵で４週間であったが人工製剤では室温で２年間、冷蔵では５年間の保存が可能だと説明している。